# 希冈
希冈（Shiggaon）是印度卡纳塔克邦哈韋里縣的一个城镇。总人口24318（2001年）。

## 人口
该地2001年总人口24318人，其中男性12505人，女性11813人；0—6岁人口3469人，其中男1788人，女1681人；识字率59.24%，其中男性为65.10%，女性为53.04%。